# Touring the Angel: Live in Milan
Touring the Angel: Live in Milan è un film concerto e album dal vivo del gruppo di musica elettronica inglese dei Depeche Mode, diretto da Blue Leach. È stato filmato e registrato al Fila Forum di Assago, in provincia di Milano, il 18 e 19 febbraio 2006, durante il Touring the Angel. Touring the Angel: Live in Milan è stato pubblicato il 25 settembre 2006 in DVD e CD.

## Tracce

### DVD 1
1. Intro tape (strumentale)
2. A Pain That I'm Used To (Playing the Angel)
3. John the Revelator (Playing the Angel)
4. A Question of Time (Black Celebration)
5. Policy of Truth (Violator)
6. Precious (Playing the Angel)
7. Walking in My Shoes (Songs of Faith and Devotion)
8. Suffer Well (Playing the Angel)
9. Macro (Playing the Angel)
10. Home (Ultra)
11. I Want It All (Playing the Angel)
12. The Sinner in Me (Playing the Angel)
13. I Feel You (Songs of Faith and Devotion)
14. Behind the Wheel (Music for the Masses)
15. World in My Eyes (Violator)
16. Personal Jesus (Violator)
17. Enjoy the Silence (Violator)
18. Shake the Disease (The Singles 81-85)
19. Just Can't Get Enough (Speak & Spell)
20. Everything Counts (Construction Time Again)
21. Never Let Me Down Again (Music for the Masses)
22. Goodnight Lovers (Exciter)

Bonus track
1. A Question of Lust (Black Celebration)
2. Damaged People (Playing the Angel)

### DVD 2
- 20 minuti di documentario con Anton Corbijn, regista di Suffer Well
- Cinque proiezioni sul palco:

1. Behind the Wheel
2. The Sinner in Me
3. Walking in My Shoes
4. World in My Eyes
5. Never Let Me Down Again

- Video della conferenza stampa a Düsseldorf in Germania per il Touring the Angel
- Documentario su Playing the Angel

### CD
1. A Pain That I'm Used To
2. John the Revelator
3. Precious
4. Suffer Well
5. Macro
6. I Want It All
7. The Sinner in me
8. Damaged People

## Musicisti

### Depeche Mode
- Dave Gahan - voce, cori (Macro)
- Martin Gore - chitarra, sintetizzatori, basso (Suffer Well), cori, seconda voce (A Question of Time e Never Let Me Down Again), voce (Macro, Home, Shake the Disease, Behind the Wheel, A Question of Lust e Damaged People)
- Andy Fletcher - sintetizzatori, cori (eccetto Shake the Disease)

### Aggiuntivi
- Peter Gordeno - sintetizzatori, cori
- Christian Eigner - batteria (eccetto Shake the Disease)